# Valdemar H. Hammer
Valdemar Hansen Hammer (født 2. oktober 1866 i København, død 8. april 1943 i Gentofte) var en dansk arkitekt, som især tegnede industribygninger.

## Karriere
Hammers forældre var tømmerhandler og fabrikant Viggo Otto Peter Hammer og Marie Kirstine Hansen. 
Han blev tømrersvend 1886 og gik på Teknisk Skole, fulgt af studier ved Kunstakademiets Arkitektskole 1888-1904. Han var ansat hos Martin Nyrop, Valdemar Ingemann og Frederik L. Levy og var bygningskonduktør ved Københavns Havnevæsen 1897-1900. Han modtog K.A. Larssens legat 1901-02, som han anvendte til en rejse til Tyskland og Italien 1901. Han havde været i Frankrig 1891 og Italien 1898. Han var vurderingsmand for Børsens skyldkreds 1904-43 og havde egen tegnestue fra 1900.
Hammer udstillede på Charlottenborg Forårsudstilling 1917 og på Dansk Arkitektur, dekorativ Kunst og Kunsthaandværk, Liljevalchs, Stockholm 1918; og New York 1925. 
Han blev gift 14. september 1899 i København med Bertha Karen Nielsen (født 16. august 1879 sammesteds), datter af metalvarefabrikant Jacob Nielsen og Catrine Løvstrøm. Han er begravet på Gentofte Kirkegård.

## Værker
- Viggo Bentzons villa i Hornbæk (1900)
- Dr. Franz Pios villa på Kullen (1905)
- Hornbæk Apotek (1907)
- H. Lundbeck & Co., Ottiliavej 7, Valby (1907)
- Villa i Skotterup (1908)
- Villa i Espergærde (1909)
- Carl Lunds Fabriker, København (1912-13, nedrevet)
- Nordisk Elektricitets Selskab, Trekronergade 157, Valby (1913)
- Nørre Søgade 35, København. Tegnet 1915. Opført 1917
- Ombygning af Amagertorv 21, København for Julius Kopp (ca. 1916)
- Svagbørnshjemmet Egilsholm, med Egilsholm Vandtårn, Sømarken, Pedersker (1916-17)[1]
- Hellerup Jernbaneapotek, nu café, Hellerupvej, Hellerup (1917, nedlagt)
- Nordisk Læderfabrik, Lyngbyvej 170, København (1917)
- Wilhelm Løngrens fabrik, Nedergade 33-37, Odense (1920, nu Haustrups fabrik)
- Villa Strandmøllebakken for læderfabrikant Frederik Salomonsen, Strandvejen 863, Springforbi (1918, ejes nu af Skov- og Naturstyrelsen)
- Alexandrateatret, Nygade 3 (1923, nedlagt)
- Archiv Apotek, Jagtvej 11, København (1924, nedlagt)
- Vanløse Biografteater (1925)
- Østerfælled Apotek, Østerbrogade 140, København (1924, nedlagt)
- Taarnby Apotek (1939)
- Alléteatret, Jægersborg Allé, Charlottenlund (1936, præmieret)
- Nordisk Kaffe-Kompagni, Gittervej, Københavns Frihavn (helt ombygget)[2]
- Designede endvidere en del møbler til villaer og forretningsejendomme